# 해동 (별칭)
해동(海東)은 한국에 대한 별칭이다.

## 내용
중국인이 '바다 동쪽에 있는 나라'라는 뜻으로 불렀는데, 이를 한국 사람들도 많이 사용했다. 특히, 삼국 시대와 고려 시대에 많이 쓰였는데, 이는 해상으로 중국에 내왕하던 시대의 특징으로 보인다.

## 활용
- 해동증자(海東曾子) : 해동에 살고 있는 증자. 즉, 백제인이 의자왕을 칭하던 말이다.
- 해동요순(海東堯舜) : 해동에 살고 있는 요임금, 순임금. 즉, 세종을 칭하던 말이다.
- 해동법사(海東法師), 해동종주(海東宗主) : 원효의 별칭이다.
- 해동소(海東疏) : 원효가 지은 대승기신론소를 중국에서 부르던 말이다.
- 해동화엄시조원교국사(海東華嚴始祖圓敎國師) : 의상의 시호이다.
- 해동서성(海東書聖) : 김생을 칭하던 말이다.
- 해동사무외대사(海東四無畏大師) : 선각대사(先覺大師) 형미(逈微, 864∼917년), 대경대사(大鏡大師) 여엄(麗嚴, 862∼930년), 진철대사(眞澈大師) 이엄(利嚴, 870∼936년), 법경대사(法鏡大師) 경유(慶猷, 871∼921년) 등 선승(禪僧) 4명을 가리키는 말이다.
- 해동성국(海東盛國) : 해동에 있는, 성하고 성대한 나라. 즉, 발해를 뜻한다.
- 이 밖에 삼국유사에 나와 있는 '해동'이라는 표현의 대부분은 고려시대 일연 자신의 표현이라고 생각된다.
- 해동종(海東宗) : 법성종의 다른 이름이다.
- 해동유본현행록(海東有本現行錄) : 고려 승려인 대각국사 의천이 편찬한 불교 장소(章疏)의 목록을 수록한 책인 교장총록 각 권의 내제(內題)에 적혀 있다.
- 고려시대에는 초기에 편찬된 삼국지(三國志)를 의천은 해동삼국사로 인용해 쓴 바가 있다.
- 해동공자(海東孔子) : 해동에 살고 있는 공자. 즉, 문종 때 교육에 많은 노력을 경주한 최충을 당시 사람들이 칭하던 말이다.
- 해동중보(海東重寶) : 고려 때의 화폐로서, 한국에서 최초로 만들어진 철전(鐵錢)의 하나이다.
- 해동통보(海東通寶) : 1102년(숙종 7)에 처음으로 주조된 화폐의 명칭이다.
- 해동고기(海東古記) : 인종 23년인 1145년에 김부식이 편찬한 삼국사기에서 사료로서 기록된 역사서이다.
- 해동고승전(海東高僧傳) : 고종 때 각훈(覺訓)이 편찬한 책이다.
- 해동치납혜허필(海東癡衲慧虛筆) : 고려 승려였던 혜허가 수월관음도를 그리고 쓴 묵서이다.
- 해동용궁사(海東龍宮寺) : 1376년 나옹화상 혜근(나옹 혜근)이 창건한 사찰이다.
- 해동조계복암화상잡저(海東曹溪宓庵和尙雜著) : 고려시대 원감국사 충지가 저술한 책이다.
- 해동비록(海東秘錄) :  고려시대의 음양지리서(陰陽地理書), 곧 도참서(圖讖書)이다.
- 해동 육룡이 날으셔 : 조선 용비어천가 제1장에 있는 표현이다.
- 해동(海東)의 기재(奇才) : 명나라에서 서거정을 찬탄하며 부른 말이다.
- 해동제국기(海東諸國記) : 성종 2년(1471년)에 신숙주가 간행한 한문 역사서이다.
- 해동잡록(海東雜錄) : 조선 중기의 학자 권별(權鼈)의 문헌설화집이다.
- 해동전도록(海東傳道錄) : 조선 인조 때 전하는 저작자 미상의 도교서이다.
- 해동가요(海東歌謠) : 1762년(영조 38년)에 김수장이 엮은 가곡집이다.
- 해동악장(海東樂章) : 가곡원류의 이본(異本)이다.
- 해동여지도(海東輿地圖) : 1777년(정조 1년)부터 1787년(정조 11년) 사이에 제작한 지도이다.
- 해동명산도첩(海東名山圖帖) : 김홍도(金弘道)가 금강산의 절경을 그린 초본첩이다.
- 해동이적(海東異蹟) : 조선 후기에 홍만종이 쓴 한국의 역대 인물들의 사적을 모아 엮은 전기(傳記)이다.
- 해동농서(海東農書) : 조선 후기에 실학자 서호수가 편찬한 농서이다.
- 해동역사(海東繹史) : 조선 말기에 실학자 한치윤과 조카 한진서(韓鎭書)가 기전체로 서술한 사서이다.
- 해동거사(海東居士) : 흥선대원군의 호이다.
- 해동삼국도(海東三國圖) : 연대·작자 미상의 동북아시아 지도이다.